# W podobłocznych krainach
W podobłocznych krainach – powieść podróżniczo-przygodowa dla młodzieży Władysława Umińskiego z 1900 roku. Pierwsza i jedyna część cyklu Podróż naokoło świata piechotą. Książka opowiada o przygodach kilku osób podróżujących z Persji do Tybetu.

## Historia wydań
Powieść wydano w 1900 r. w wydawnictwie Gebethner i Wolff. Kolejne wydania miały miejsce w latach 1946, 1923 (w cyklu Umińskiego pt. Wybór powieści dla młodzieży), 1946 i 1987. Niektóre wydania były ilustrowane rysunkami Stanisława Sawiczewskiego. Ostatnie wydanie powieści Umińskiego z 1987 (KAW; w trzech częściach) jest uważane za ostatnie wznowienie jego powieści.
Powieść zawierała informację, że jest pierwszą częścią cyklu pt. Podróż naokoło świata piechotą, ale dalsze pozycje tego cyklu nie ukazały się.

## Fabuła
Według jednego recenzenta, fabuła dotyczy „fantastycznych zdarzeń i przygód pewnego międzynarodowego towarzystwa, w którym wybitną rolę grają Polacy, Zdański i Warski”. Drugi natomiast streścił ją następująco: „Przygody dwóch Polaków i Amerykanina wędrujących z Persji przez Turkiestan, Palmir do Tybetu”. 

## Analiza
Jak wiele innych utworów Umińskiego, książka ta uważana jest za inspirowaną Verne’em. Książka była także inspirowana twórczością Walter Savage Landora (Zakazany szlak) i źródłowymi pracami podróżników.
Polacy są przestawieni jako „wzorowi turyści”, inspirujący swoim zachowaniem Amerykańskiego milionera Burnetta.

## Odbiór
W 1902 recenzent „Przegla̜du Polskiego” (podpisany jako „St. Srokowski”, być może geograf Stanisław Srokowski) pozytywnie wyraził się o powieści, zaliczając ją do dzieł „powszechnie pożytecznych” i chwaląc ją za „problemów z geografii fizycznej, jak i meteorologii, etnografii, życia zwierząt i roślin”, i „niezła”, a nawet „doskonałe” opisanie „przyrody i stosunków Persji, Turkiestanu, Pamiru, gór Himalajów i Tybetu”. Pozytywnie o książce pisał też recenzent w katolickim Przeglądzie Powszechnym z 1923, chwaląc ją za stonowanie (brak lekceważenia etyki, „indyferentyzmu religijnego”) i unikanie kontrowersyjnych wtedy teorii (np. chwalenia ewolucjonizmu bądź prezentowania „panteistycznych opisów przyrody”).
Pedagog Łukasz Kurdybacha w swojej Historii wychowania z 1968 pozytywnie wyraził się o tej książce, zauważając, że jest to ceniona pozycja krajoznawcza, wznawiana „do czasów dzisiejszych”.
Krystyna Kuliczkowska w 1973 skrytykowała tę książkę, pisząc, że autor „manifestuje poczucie wyższości wobec Persów, Kirgizów, czy Tybetańczyków”. 
Książkę chwaliła w 2004 roku Joanna Papuzińska, pisząc o niej, że „Tym, co robiło na mnie wielkie wrażenie, była niesłychana zaradność i wynalazczość bohaterów”.